# كيفن الكسندر (لاعب كرة قدم أمريكية)
كيفن الكسندر (بالإنجليزية: Kevin Alexander)‏ هو لاعب كرة قدم أمريكية أمريكي، ولد في 23 يناير 1975 في باتون روج في الولايات المتحدة.

## وصلات خارجية
- كيفن الكسندر على موقع مرجع كرة القدم المحترفة.كوم (الإنجليزية)